# 安氏白腹鼠
安氏白腹鼠（学名：Niviventer andersoni），一种分布于中国西部地区的啮齿动物，隶属于鼠科白腹鼠属。模式产地为四川峨眉山。

## 形态特征
安氏白腹鼠头体长164.43～173.40毫米，重119.17～138.27克，是体型最大的一种白腹鼠。安氏白腹鼠头颅扁平细长，吻部狭长；眶间区域狭窄，颧弓发达，眶上脊明显。背毛粗糙，无刺毛。尾部两色，上褐下白，尾端具有一段很明显的白色尾梢。